# Rehgrabenhütte
Die Rehgrabenhütte ist eine Almhütte im Landkreis Bad Tölz-Wolfratshausen in Oberbayern und gehört zur Gemeinde Lenggries. Die Hütte liegt auf 865 m ü. NHN am nordöstlichen Ende des Hochtales Röhrmoos. Von der Staatsstraße 2072 in Richtung Jachenau führt eine für den öffentlichen Verkehr gesperrte Forststraße über den Isarnebenfluss Jachen in das Landschaftsschutzgebiet am Rehgraben. Nach ca. 2,8 Kilometern und einer Steigung von 170 Höhenmetern führt eine Abzweigung des Schotterweges direkt zur Hütte.

## Natur
Der Forstweg führt weiter durch das landschaftlich reizvolle Hochtal des Röhrmooses zum südlich gelegenen Sylvensteinspeicher bzw. in westlicher Richtung zur Gemeinde Jachenau. Das Röhrmoos liegt im Schatten des Rauchenberges und hat so ein für die Höhenlage unangemessenes, raues Klima. In unmittelbarer Umgebung der Hütte wachsen Weidengräser wie Zittergras, Ruchgras, Rispengras, Kammgras und Rotschwingel. Auf der Weide im nahen Umfeld der Hütte wachsen Kräuter wie Brennnessel, Ampfer, Pfefferminze, Johanniskraut, Flockenblume und Herbstzeitlose.